# Abd al-Malik
Abd al-Malik ibn Marwān (arabiska: عبد الملك بن مروان), född 646 eller 647, var kalif 685–705, den nionde i ordningen. Han är känd för eftervärlden som byggherre till Klippdomen i Jerusalem. Han var son till Marwan I (Marwan ibn al-Hakam). 
Vid sitt maktövertagande mötte han starkt motstånd, dels från nordarabiska stammar i Nordsyrien och Irak, dels från de inflytelserika grupperna i Irak kharijiterna, shiiterna och kretsen kring Abd Allah ibn al-Zubayr. Åren 691–92 lyckades han effektivt kväsa upproret. Han fortsatte därefter erövringarna i Nordafrika, och intog Karthago 697. Under Abd al-Maliks kalifat fullföljdes det arbete med skapandet av en centralförvaltning för kalifatet vilket inletts under hans närmaste företrädare. Förvaltningsspråket blev genomgående arabiska och de grekisktalande syrier, som tidigare skött förvaltningen på lägre nivå ersattes av arabisktalande. De mynt av bysantinsk typ, med bild på härskaren, som dittills använts inom kalifatet ersattes av nya mynt utan bilder och i stället med trosbekännelsen, korancitat och kalifens namn inpräglade.
Han efterträddes av sin son, al-Walid I, som  byggde staden Anjar i Bekaadalen i nuvarande Libanon.